# Andorra Challenger 2002
L'Andorra Challenger 2002 è stato un torneo di tennis facente parte della categoria ATP Challenger Series nell'ambito dell'ATP Challenger Series 2002. Il torneo si è giocato a Andorra in Andorra dal 24 al 29 giugno 2002 su campi in cemento.

## Vincitori

### Singolare
Dick Norman ha battuto in finale  Ivo Karlović 6-4, 6-4

### Doppio
Wesley Moodie /  Shaun Rudman hanno battuto in finale  Hermes Gamonal /  Ricardo Mello 6-2, 6-1